# Gerhard von Schwerin
Gerhard Helmut Detleff Graf von Schwerin (23. juni 1899 i Hannover – 29. oktober 1980 i Rottach-Egern) var en tysk officer og general i den tyske hær under 2. verdenskrig.

## Levned
Grev Schwerin stammede fra en gammel adelsfamilie med lange militærtraditioner. Efter at have gået på gymnasium i Köln og Anklam indtrådte han i kadetkorpset og gjorde tjeneste som fenrik i 1. Verdenskrig. Han gjorde derefter tjeneste som delingsfører, kompagnichef og bataljonsadjudant. Den 26. september 1918 blev han såret. Efter krigens slutning trådte han ud af hæren som premierløjtnant.
Efter at have stået i lære som købmand i Bremen og beklædt en stilling som leder af transportafdelingen i AG für Petrol-Industrie i Berlin vendte Graf von Schwerin i sommeren 1922 tilbage til Reichswehr. I første omgang gjorde han tjeneste i 1. (Preussiske) Infanteriregiment i Königsberg. Efter at have gået på krigsakademiet gjorde han tjeneste som oberstløjtnant og leder af gruppen Fremmede Hære Vest. Efter at have kritiseret Adolf Hitler blev han forflyttet og gjorde tjeneste som stedfortrædende chef for Regiment Großdeutschland.

## 2. verdenskrig
Ved 2. verdenskrigs begyndelse lå hans enhed ved den belgiske front i nærheden af Nives, Witry og Neufchâteau. Senere kæmpede regimentet ved Somme. I april 1941 gjorde von Schwerin tjeneste i Afrika: Kampfgruppe Schwerin indtog oasen Mechili og tog over 2.000 briter til fange, heriblandt to generaler. Under krigen mod Sovjetunionen udmærkede regimentschefen sig under angreb og forsvar ved Volkhov nær Sjlisselburg, ved Neva-floden og ved Leningrad, og fik den 17. januar tildelt Jernkorsets ridderkors. I oktober 1942 blev Gerhard von Schwerin som 43-årig udnævnt til generalmajor. Fra november 1942 havde han kommandoen over 16. motoriserede infanteridivision (som senere skiftede navn til 116. Panzerdivision). En herreløs mynde (Windhund) blev divisionens maskot, og divisionen blev kendt som Windhund-divisionen. Mynden blev gengivet på divisionens våben.
Med denne enhed udkæmpede han hårde kampe i det nordlige Kaukasus. Divisionen fungerede som det eneste bindeled mellem tropperne ved Stalingrad i nord og Heeresgruppe A i Kaukasus. Det kom til svære kampe med store tab ved Izjum, Sloviansk, Stepanovsk og Kryvyj Rih.
Da Vestallierede styrker overraskende gik i land i Normandiet den 6. juni 1944 var Schwerins 116. Panzerdivision placeret nord for Guyon. Trods de langvarige forsvarskampe ved invasionsfronten i Normandiet holdt general Speidel den slagkraftige enhed tilbage i Parisområdet indtil slutningen af juli.
Den 19. juli 1944 – en dag før attentatet på Hitler kunne Speidel ikke længere holde 116. panzerdivision tilbage. Divisionen rykkede mod Normandiet. Graf von Schwerin blev den 8./9. august igen afsat som chef for 116. panzerdivision. Divisionen undgik Falaise-lommen nu under ledelse af næstkommanderende Heinz Günther Guderian. Schwerin skrev et memorandum sammen med Heinrich von Lüttwitz hvor han krævede en afslutning på krigen.
I efteråret 1944 havde von Schwerin kommandoen over forsvaret af Aachen, som var den første tyske by, som var truet af allierede styrker. Von Schwerin trodsede ikke Hitlers befaling om at forsvare byen til sidste mand, og indledte ikke hemmelige overgivelsesforhandlinger med amerikanerne. Efter en forbigående kapitulation kæmpede han videre indtil der kom forstærkninger. Schwerin blev fjernet fra sin post i Aachen fordi han greb ind i evakueringen af civilbefolkningen. Han blev aldrig stillet for en krigsret.   Han fik kun en alvorlig reprimande. Efter krigen takkede bystyret i Aachen ham fordi han ville undgå at byen blev ødelagt ved i 1963 at opkalde en gade efter ham. Allerede i 1957 havde von Schwerin fået lov at skrive sit navn i byens gyldne bog. Selv om det ofte påstås, blev han aldrig æresborger i byen.
Byrådet besluttede med stort flertal den 22. august 2007 at omdøbe gaden til Kornelimünsterweg (hvilket gadens fortsættelse hele tiden har heddet), efter at et responsum fra RWTH Aachen ikke havde fundet belæg for at Schwerin havde udført en "heltedåd" i Aachen. En yderligere anklage gik ud på, at Schwerin var ansvarlig for at to 14-årige drenge i byen den 13. september 1944 var blevet skudt for angivelige plyndringer.
I begyndelsen af december 1944 overtog von Schwerin den 90. Panzergrenadierdivision i Italien. Den 3. februar 1945 nåede han højdepunktet i sin militære karriere da han fik overdraget kommandoen over 76. Korps i Heeresgruppe C i Norditalien. Den 1. april 1945 blev han udnævnt til pansergeneral og samtidig udnævnt til chef for 76. panserkorps. Den 25. april 1945 efterlod han hele 76. panserkorps og gik i britisk krigsfangenskab.

## Efterkrigstiden
I maj 1950 – fem år inden grundlæggelsen af det nye Bundeswehr – blev Graf von Schwerin udpeget af Adenauers regering til at være Rådgiver i militær og sikkerhedsspørgsmål. Adenauer gav han til opgave at etablere et "mobilt forbundsgendarmeri" samt med behandling af sikkerhedsspørgsmål for myndighederne i Føderationen og de enkelte delstater. Schwerins kontor bar dæknavnet Zentrale für Heimatdienst (ZfH).
Siden starten på Koreakrigen i juni 1950 krævede frem for alt USA et tysk bidrag til forsvaret af Vesteuropa, som gjorde planen om et forbundsgendarmeri uaktuel. Således blev Schwerins kontor til den første forvaltningsenhed i Forbundsrepublikken, som systematisk behandlede alle spørgsmål vedrørende et vesttysk militærbidrag. Adenauer gav Schwerin til opgave at forberede en ekspertkonference fra 5. til 9. oktober 1950 som førte til en rapport, der efter mødestedet blev kaldt: "Himmeroder Denkschrift", hvori de grundlæggende planer for det senere Bundeswehr blev formuleret. Schwerin selv var ikke medlem af ekspertpanelet. Dette var det første skridt i retning af en tysk genoprustning under Vestmagternes kontrol. Schwerin kritiserede, at Adenauers uformelle gruppe af rådgivere bestod af officerer, der havde havde omtalt officerer, der ydede modstand mod naziregimet, som forrædere. Med opløsningen af Zentrale für Heimatdienst (ZfH) i slutningen af oktober 1950 blev Schwerin afskediget efter aftale med Konrad Adenauer. Schwerin havde handlet i modstrid med klare ordrer fra kanslerkotoret, og egenmægtigt udvidet sin medarbejderstab. ) Opgaverne fra ZfH blev herefter overtaget af Theodor Blank.
Da Bundeswehr blev grundlagt blev han forsvarspolitisk rådgiver for FDP i den tyske Forbundsdag.
Den 29. oktober 1980 døde von Schwerin i Rottach-Egern.

## Udmærkelser
- Jernkorset (1914) II og I Klasse [5]
- Ritterkorset af Hohenzollernes kongelige husorden med sværd [5]
- Verwundetenabzeichen (1918) i sort [5]
- Spænde til jernkorset II og I Klasse
- Jernkorsets ridderkors med egeløv og sværd[6]
  - Ridderkors 17. januar 1942
  - Egeløv 17. maj 1943 (nr. 240)
  - Sværd 4. november 1943 (nr. 41)